# Stephanie Rice
Stephanie Rice OAM, coneguda també amb el nom de Steph Rice, (Brisbane, Austràlia 1988) és una nedadora australiana, guanyadora de tres medalles olímpiques d'or.

## Biografia
Va néixer el 17 de juny de 1988 a la ciutat de Brisbane, població situada a l'estat australià de Queensland.

## Carrera esportiva
Especialista en la modalitat de crol i estils, va donar-se a conèixer a nivell internacional en els Jocs de la Commonwealth realitzats a Melbourne (Austràlia) l'any 2006, on va aconseguir guanyar dues medalles d'or en les proves de 200 i 400 metres estils. Posteriorment, en el Campionat del Món de natació realitzat també Melbourne l'any 2007 aconseguí guanyar la medalla de bronze en aquestes dues proves, ambdues guanyades per l'estatunidenca Katie Hoff.
Participà en els Jocs Olímpics d'Estiu de 2008 realitzats a Pequín (República Popular de la Xina), on era la favorita juntament amb Hoff en la prova dels 400 metres estils. Tot i que l'estatunidenca nedà més ràpidament en les eliminatòries, l'australiana aconseguí la medalla d'or en la final amb un temps de 4:29.45 minuts, establint un nou rècord mundial i esdevenint la primera dona en baixar els 4:30 mintus en aquesta prova. Darrere d'ella finalitzaren la zimbauesa Kirsty Coventry i la nord-americana Hoff..  En la prova dels 200 metres estils tornà a partir com a favorita i novament en la final establí un nou rècord del món amb un temps de 2:08.45 minuts, deixant a Kisty Coventry i la nord-americana Natalie Coughlin per darrere seu. Finalment aconseguí una nova medalla d'or en la prova de relleus 4x200 metres lliures, batent novament el rècord del món amb un temps de 7:44.31 minuts, i deixant per darrere seu l'equip xinès i l'equip favorit, el nord-americà.
Posteriorment aconseguí cinc medalles en el Campionat del Món de natació, si bé cap d'elles d'or, i al llarg de la seva carrera ha aconseguit dues medalles en el Campionats de Natació Pan Pacific.
Els problemes a l'espatlla que va patir entre els Jocs de Pequín i els de Londres van ser la causa de la seva retirada l'any 2014. A partir d'aquest moment va començar una nova etapa professional com a entrenadora.

## Premis i distincions
Stephanie rices va obtenir el 2008, entre d'altres, la distinció Telstra Australian Swimmer of the Year i l'any 2009 fou nomenada per la revista Swimming World Magazine (l'any anterior ja havia estat nomenada nedadora del Pacífic de l'any). Aquell mateix any també va ser distingida amb la Medalla de l'Orde d'Austràlia. Deu anys més tard, el 2019, va ingressar a l'International Swimming Hall of Fame i al Sport Australia Hall of Fame.